# Лишайниця красива
Лишайниця красива (Cybosia mesomella) — вид метеликів з родини еребід (Erebidae).

## Поширення
Вид поширений в Європі та Північній Азії від Іспанії до Японії.

## Зовнішній вигляд
Розмах крил 25-33 мм. Основний колір передніх крил може бути жовтим (Cybosia mesomella f. flava), сіруватим або слонової кістки з жовтою облямівкою (Cybosia mesomella f. albescens). На передніх крилах посередині видно чотири маленькі чорні точки. Задні крила сірі, іноді з жовтуватими краями. Грудна клітка і черевце білуваті, вкриті тонкими волосками.

## Спосіб життя
Цей вид має одне покоління на рік. Самиці відкладають яйця на початку липня на личинкові харчові рослини. Яйця вилуплюються в серпні або на початку вересня. Зимують личинки і заляльковуються наступної весни, з травня до початку червня. Метелики літають у сутінках з червня до середини серпня залежно від місця розташування. Личинки харчуються переважно після настання темряви низькою рослинністю.